# Heteroscada philemon
Heteroscada philemon är en fjärilsart som beskrevs av Felder 1865. Heteroscada philemon ingår i släktet Heteroscada och familjen praktfjärilar. Inga underarter finns listade i Catalogue of Life.